# Bita Dániel
Bita Dániel (?, 1985 –) magyar oknyomozó újságíró, a 24.hu főszerkesztő-helyettese.

## Életpályája
Újságírói pályáját a 168 Óránál kezdte. Ezután a Zoom és az MTI munkatársa volt. 2014-ben csatlakozott a Népszabadsághoz. 2016. március 1-jétől Bita Dániel vezette a Népszabadság Politika és Gazdaság rovatát. 
2017 elejétől a 24.hu-nál folytatta pályáját mint a közéleti rovat vezetője. Az ő nevéhez fűződik – többek közt – a belvárosi ingatlanügyek és az olimpiai pályázat egyes részleteinek a feltárása.
2019 augusztusától a 24.hu főszerkesztő-helyettese. A Háromharmad című podcast rendszeres szereplője.